# Milltown (Dakota del Sud)
Milltown és una població dels Estats Units a l'estat de Dakota del Sud. Segons el cens del 2000 tenia 8 habitants.

## Demografia
Segons el cens del 2000, Milltown tenia vuit habitants, 6 habitatges, i 1 famílies. La densitat de població era de 7,2 habitants per km².
Dels 6 habitatges en un 0% hi vivien nens de menys de 18 anys, en un 33,3% hi vivien parelles casades, en un 0% dones solteres, i en un 66,7% no eren unitats familiars. En el 66,7% dels habitatges hi vivien persones soles el 50% de les quals corresponia a persones de 65 anys o més que vivien soles. El nombre mitjà de persones vivint en cada habitatge era d'1,33 i el nombre mitjà de persones que vivien en cada família era de 2.
Per edats la població es repartia de la següent manera: un 0% tenia menys de 18 anys, un 0% entre 18 i 24, un 12,5% entre 25 i 44, un 50% de 45 a 60 i un 37,5% 65 anys o més.
L'edat mediana era de 57 anys. Per cada 100 dones de 18 o més anys hi havia 60 homes.
La renda mediana per habitatge era de 8.750 $ i la renda mediana per família de 8.750 $. Els homes tenien una renda mediana de 8.750 $ mentre que les dones 0 $. La renda per capita de la població era de 5.031 $. Entorn del 100% de les famílies estaven per davall del llindar de pobresa.

## Poblacions més properes
El següent diagrama mostra les poblacions més properes.